# Mr. Driller: Drill Spirits
Mr. Driller: Drill Spirits (ミスタードリラー ドリルスピリッツ, en version originale japonaise) est un jeu vidéo de réflexion développé et édité par Namco sorti en 2004 sur Nintendo DS et DSiWare.

## Accueil
- GameSpot : 6,6/10[1]